# خواجه‌لر وسطی
خواجه‌لر وسطی یکی از روستاهای استان آذربایجان شرقی است که در دهستان چاراویماق جنوب شرقی بخش شادیان شهرستان چاراویماق واقع شده‌است.این روستا ۱۱۵ نفر جمعیت دارد.